# Darlingtoniella provecta
Darlingtoniella provecta är en mångfotingart som beskrevs av Loomis 1938. Darlingtoniella provecta ingår i släktet Darlingtoniella och familjen fingerdubbelfotingar. Inga underarter finns listade i Catalogue of Life.